# Bernhard Bavink

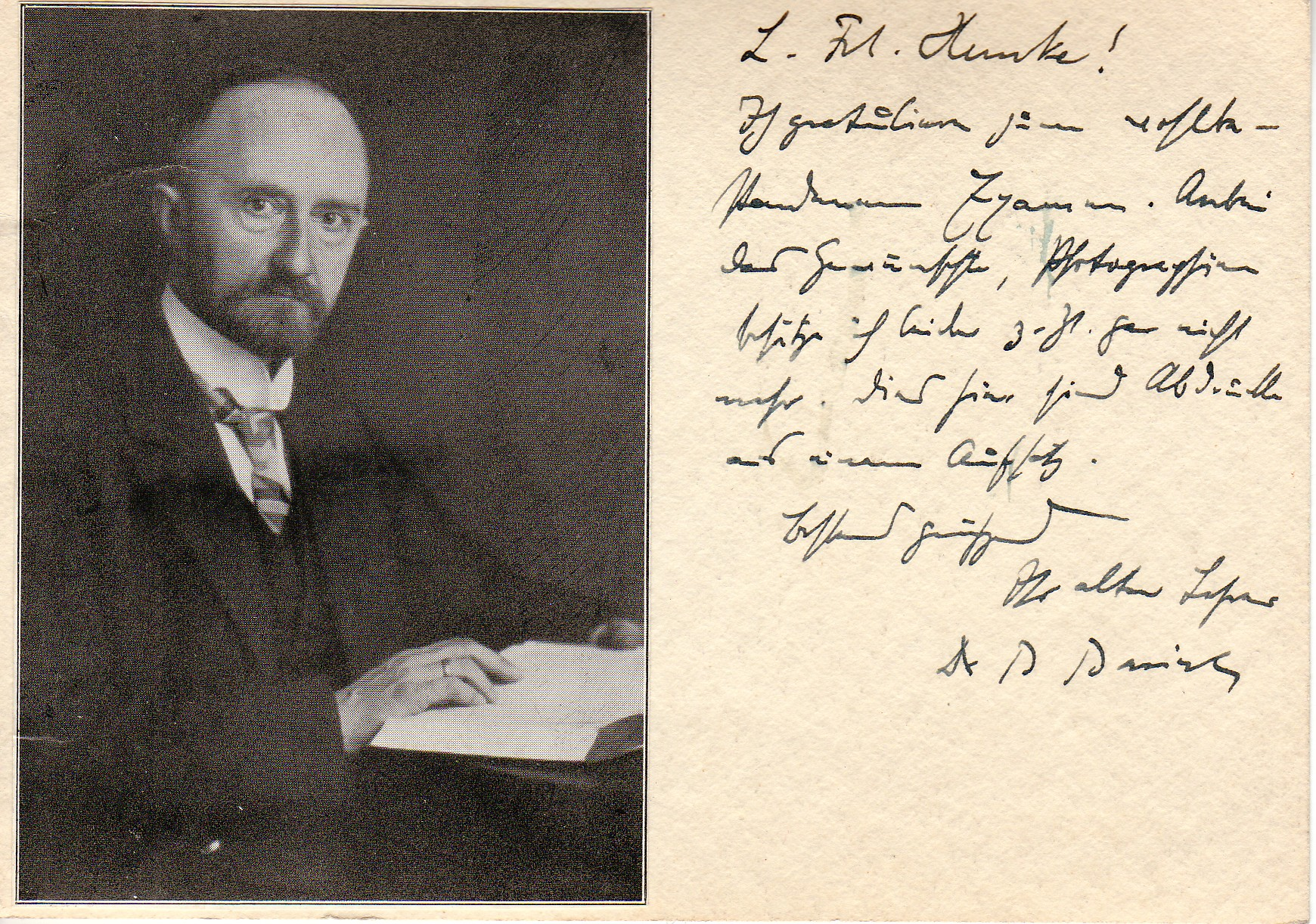
Bernhard Bavink, Foto (etwa 1937)

Bernhard Bavink (* 30. Juni 1879 in Leer (Ostfriesland); † 27. Juni 1947 in Bielefeld) war ein deutscher Naturwissenschaftler, Naturphilosoph und Eugeniker.

## Leben

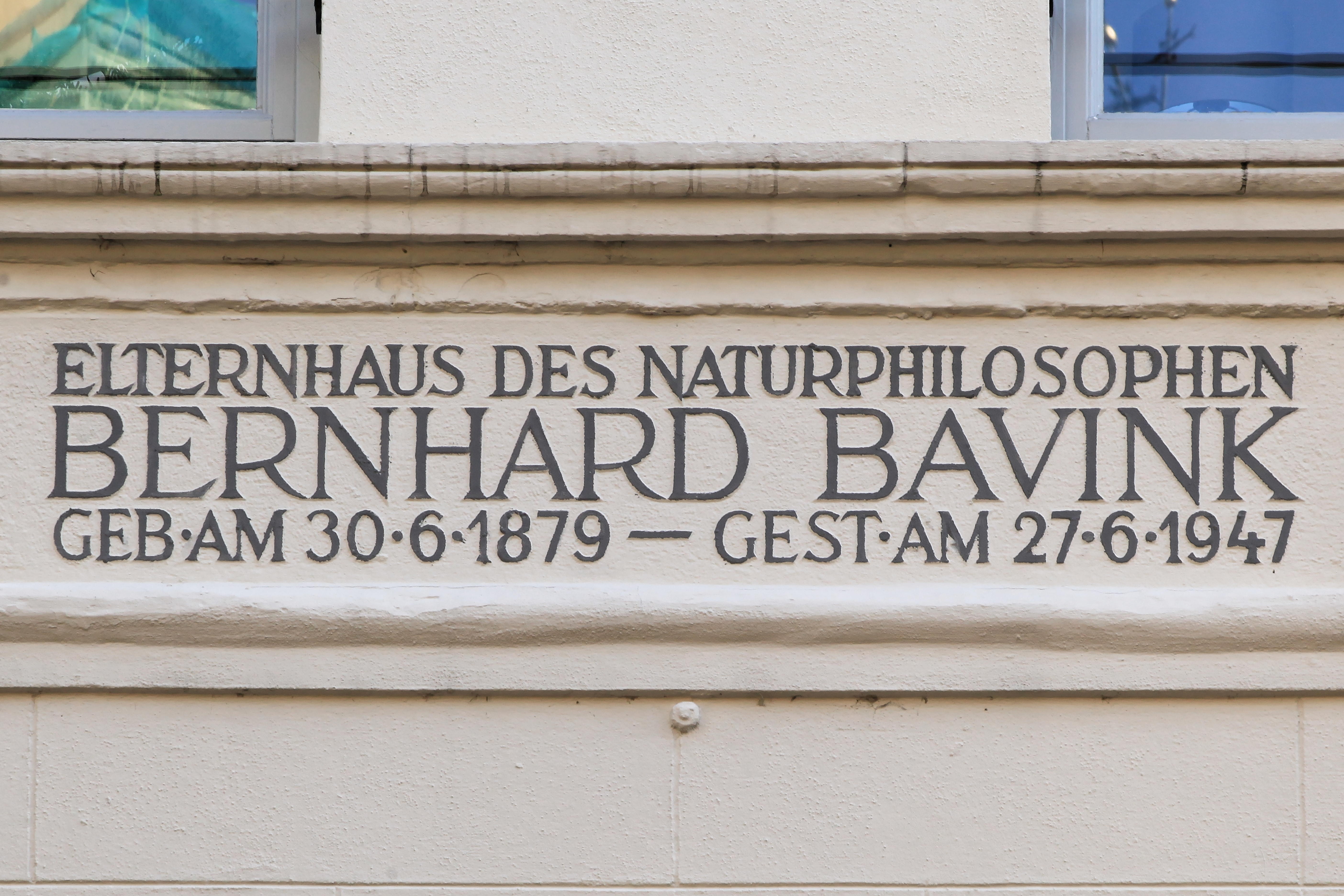
Tafel am Elternhaus Bavinks in Leer

Bavink wurde in Leer als einziger Sohn des mennonitischen Kaufmannes und Schokoladenfabrikanten Bernard Bavink und seiner lutherischen Mutter Elea Rulffes aus Oldenburg geboren. Seit 1897 studierte Bavink in Bonn Chemie und Mathematik sowie in Göttingen Physik. Er bestand im Jahr 1902 sein Staatsexamen und promovierte 1904. Während des Studiums wurde er Mitglied im Bonner und im Göttinger Wingolf.
In Göttingen und Goslar absolvierte er die Vorbereitungszeit für das Lehramt an höheren Schulen und wurde im Jahr 1904 Oberlehrer am Evangelisch Stiftischen Gymnasium in Gütersloh. Ab Herbst 1912 war Bavink Lehrer an der Auguste-Viktoria-Schule, einem Mädchengymnasium in Bielefeld, das von 1947 bis 1996 nach Bavink benannt war. 1920 übernahm Bavink die wissenschaftliche Leitung des Keplerbundes, für den er von 1920 bis 1939 die Zeitschrift Unsere Welt herausgab. 1929 wurde er zum Oberstudienrat ernannt; außerdem war er Fachberater des Provinzialschulkollegiums in Münster. Im Wintersemester 1931/1932 hielt er den Vortrag Eugenik und Protestantismus, 1932 veröffentlicht durch Günther Just. Zum 1. April 1933 trat er der NSDAP bei (Mitgliedsnummer 1.727.284).
Sein Buch Die Naturwissenschaft auf dem Wege zur Religion brachte es bereits im ersten Jahr (1933) auf drei Auflagen und wurde ins Englische und ins Schwedische übersetzt. Es wurde unter Naturwissenschaftlern und Theologen sehr kontrovers diskutiert. Im selben Jahr publizierte Bavink auch das Buch Eugenik als Forschung und Forderung. Nach Ernst Klee war Bavink ein Befürworter der Eugenik; er gab der „Gesellschaft das Recht, sich von Existenzen zu befreien, die wirtschaftlich rein gar nichts bedeuten und auf untertierischem Standpunkt dahinvegetieren“.
1936 wurde Bavink Mitglied des wissenschaftlichen Ausschusses der Gesellschaft Deutscher Naturforscher und Ärzte; sechs Jahre später korrespondierendes Mitglied der Akademie der Wissenschaften zu Göttingen. 1943 erhielt er von der Universität Würzburg den Rienecker-Preis. Im Herbst 1944 wurde er pensioniert, im gleichen Jahr erhielt er die Ehrendoktorwürde der Westfälischen Wilhelms-Universität zu Münster, an welcher er 1947 zum Honorarprofessor für Naturphilosophie ernannt wurde. In diesem Jahr erschien Bavinks Werk Die Atomenergie und ihre Ausnutzung, worin er das „Fürchten und Hoffen“ verdeutlicht und die Atomenergie als „in das politische Gebiet weisende Frage“ erkennt (Einleitung), ein Zeugnis aus dieser frühen Periode der Atomenergienutzung mit ihren teils überschwänglichen Erwartungen. Kurz vor seinem Tod im Jahre 1947 erhielt er eine Berufung auf den Lehrstuhl für Naturphilosophie an der Technischen Hochschule Stuttgart, der er jedoch nicht mehr folgen konnte.
Bavink war Protestant und zweimal verheiratet. Aus seiner Ehe 1905 mit Maria „Mieze“ Meyer aus Barmen entstammen ein Sohn und eine Tochter, aus der Ehe 1918 mit Hertha Lohmann verwitwete König zwei weitere Töchter und ein Sohn.

## Würdigungen
Im Jahr 1947 wurde die Auguste-Viktoria-Schule in Bielefeld in „Bavink-Gymnasium“ umbenannt. Dieser Name wurde nach kontrovers geführten Diskussionen um die Person und das publizistische Werk Bavinks zum 1. August 1996 in „Gymnasium am Waldhof“ geändert. In den Mittelpunkt der Diskussion geriet dabei Bavinks grundsätzlich befürwortende Stellung zur nationalsozialistischen Rassenhygiene, zur „Vernichtung lebensunwerten Lebens“ (Euthanasie) und zum Antisemitismus im NS-Regime – freilich mit Eigenwilligkeiten, die ihn mit diesem Regime manchmal in Widerspruch brachten. So hatte er 1933 in Organische Staatsauffassung und Eugenik geschrieben: „Ein anständig gesinnter Mensch wird sich immer wieder dagegen empören, daß Grausamkeitsinstinkte sich an Unschuldigen unter der Maske nationaler Begeisterung auslassen“. Auch Berichte von Zeitzeugen, wie Bavink jüdische Schülerinnen vor NS-Verfolgung in Sicherheit brachte, konnten die Entscheidung zur Umbenennung nicht verhindern.
In seiner Geburtsstadt Leer (Ostfriesland) wurde im Jahre 1963 eine Straße nach ihm benannt.

## Veröffentlichungen (Auswahl)
- Organische Staatsauffassung und Eugenik. Alfred Metzner-Verlag, Berlin 1933 (= Schriften zur Erblehre und Rassenhygiene. ohne Bandzahl).[8]
- Die Bedeutung des Konvergenzprinzips für die Erkenntnistheorie der Naturwissenschaft. In: ZphF, Bd. II, 1947
- Ergebnisse und Probleme der Naturwissenschaften. Eine Einführung in die heutige Naturphilosophie. Hirzel, Leipzig 1914 (9. Auflage 1948; die 8. Auflage von 1944 hat VIII + 813 Seiten). (vollständiger Text von 1921 mit 448 Seiten in der Open Library)
- Die Naturwissenschaft auf dem Wege zur Religion. Leben und Seele, Gott und Willensfreiheit im Lichte der heutigen Naturwissenschaft. Verlag Moritz Diesterweg, Frankfurt am Main 1933.
- Die Atomenergie und ihre Ausnutzung. Francke, Bern 1947. (Sammlung Dalp, Bd. 44).
- Wissen und Glauben als Bundesgenossen in der heutigen Zeit. In: Die Natur – das Wunder Gottes. Herausgegeben von Wolfgang Dennert.